# Вторая линия (Самара)
Вторая линия Самарского метрополитена — бывший проект второй линии Самарского метрополитена.

## Проектирование
По первоначальному проекту линия должна была соединить Железнодорожный вокзал станции Самара, центральный автовокзал, пройти под проспектом Карла Маркса, выйти на Московское шоссе, и вдоль него до проспекта Кирова. По старому проекту ветка поворачивает в сторону промышленной зоны и доходит до Кабельной улицы.
Следующая версия проекта не предусматривает поворота в сторону проспекта Кирова, а проходит далее прямо по Московскому шоссе. Одной из конечных станций предполагалось сделать Хлебную площадь.

Департамент строительства и архитектуры г. о. Самара извещает о возможном или предстоящем предоставлении земельного участка для строительства:
длинный список…. среди прочего:
 — метрополитена в городе Самаре, 2-я очередь (перегонный тоннель, станция «Клиническая» — станция «Московская») по проспекту Карла Маркса в Железнодорожном районе города Самары (заказчик — Министерство строительства и ЖКХ Самарской области)
 — метрополитена в городе Самаре, 2-я очередь (перегонный тоннель, станция «Вокзальная» — станция «Клиническая») по проспекту Карла Маркса в Железнодорожном районе города Самары (заказчик — Министерство строительства и ЖКХ Самарской области)

В 2021 году проектировщик «ВТС-Проект» предложил завершить вторую линию не у Хлебной площади, как планировалось ранее, а рядом с самарской набережной — возле речного вокзала.
В январе 2025 года было решено отказаться о дальнейшего развития Самарского метрополитена в связи с его нерентабельностью.

## Строительство
Согласно более поздним заявлениям в целях удешевления строительства первого пускового участка в его рамках будет построено только 3 станции: «Вокзальная»,  «Клиническая» и «Московская», однако в январе 2025 года от дальнейших планов по строительству Самарского метрополитена отказались в связи с его нерентабельностью.

## Станции
Станции второй линии согласно официально опубликованной информации в «Самарской газете» от 8 февраля 2007 года о выделении участков под проектирование и строительство:
- Вокзальная — по улице Красноармейской через улицы Агибалова и Спортивную
- Клиническая — проспект Карла Маркса через Владимирскую улицу
- Карла Маркса — проспект Карла Маркса через улицу Юрия Гагарина
- Революционная — на пересечении пр. Карла Маркса и Революционной улицы
- Аврора — по Московскому шоссе в районе Центрального автовокзала Самары

Министерство строительства уже ставит нам задачи по проектированию второй очереди самарского метро. В 2008 году мы приступаем к этой работе. Вторая очередь метро пройдет от железнодорожного вокзала вдоль Московского шоссе. На станции «Московская» она пересечется с линией метро первой очереди и далее пойдет в сторону «спальных» микрорайонов. Метростроители ГК «Волгатрансстрой» готовы приложить все усилия для своевременного решения поставленных задач.

В декабре 2012 года министерством строительства Самарской области был снова поднят вопрос о строительстве станций второй линии. В связи с планируемым строительством стадиона в районе Радиоцентра в проекте предполагается после станции «Ташкентская» построить станцию «Стадион» на 17-м километре Московского шоссе, далее — станцию «18-й километр», как и планировалось. Бюджет строительства может составить от 78 до 102 миллиардов рублей.
В 2021 году поступали предложения добавить станции на вторую линию. В 2022 году были внесены изменения в Генплан Самары (до 2037 года), в результате чего проект второй линии самарского метро сократился, в плане есть лишь ветка от железнодорожного вокзала до центрального автовокзала на ул Авроры.